# Антонівка (Конотопський район)
Анто́нівка — село в Україні, у Кролевецькій міській громаді Конотопського району Сумської області. Населення становить 16 осіб. До 2020 орган місцевого самоврядування — Литвиновицька сільська рада.

## Географія
Село Антонівка знаходиться на правому березі річки Клевень, вище за течією на відстані 2 км розташоване село Щербинівка, нижче за течією на відстані 3 км розташоване село Литвиновичі, на протилежному березі - село Яцине. Навколо села багато іригаційних каналів. Через село проходить автомобільна дорога Т 1911.

## Символіка
На гербі зображена золота гілка з трьома яблуками сорту Антонівка що вказує на назву поселення (герб є промовистим).

## Населення

### Мова
Розподіл населення за рідною мовою за даними перепису 2001 року:
| Мова       | Кількість | Відсоток |
| ---------- | --------- | -------- |
| українська | 14        | 87.5%    |
| російська  | 2         | 12.5%    |
| Усього     | 16        | 100%     |

## Історія
На південно-західній околиці села виявлено поселення бронзової та ранньої залізної доби. В роки Німецько-радянської війни було спалено нацистами.
12 червня 2020 року, відповідно до розпорядження Кабінету Міністрів України № 723-р «Про визначення адміністративних центрів та затвердження територій територіальних громад Сумської області», село увійшло до складу Кролевецької міської громади.
19 липня 2020 року, в результаті адміністративно-територіальної реформи та ліквідації Кролевецького району, увійшло до складу новоутвореного Конотопського району.